# Джайюзи, Сальма Хадра
Сальма Хадра Джайюзи (араб. سلمى الخضراء الجيوسي‎, 1926, Цфат, Подмандатная Палестина — 20 апреля 2023, Амман) — палестинская поэтесса, писательница, переводчица и антрополог. Она была основателем и руководителем Проекта перевода с арабского языка (PROTA), целью которого является обеспечение перевода арабской литературы на английский язык.

## Биография
Родилась в Цфате от отца-палестинца, арабского националиста Субхи аль-Хадра, и матери-ливанки. Посещала среднюю школу в Иерусалиме; изучала арабскую и английскую литературу в Американском университете Бейрута. Она вышла замуж за иорданского дипломата, с которым путешествовала и вырастила троих детей.
В 1960 году она опубликовала свой первый поэтический сборник «Возвращение из фонтана мечтаний». В 1970 году она получила докторскую степень по арабской литературе в Лондонском университете. Она преподавала в Хартумском университете с 1970 по 1973 год и в университетах Алжира и Константина с 1973 по 1975 год. В 1973 году Североамериканская ассоциация изучения Ближнего Востока (MESA) пригласила её в тур с лекциями по Канаде и США в рамках стипендии Фонда Форда. В 1975 году Университет Юты пригласил её вернуться в качестве приглашённого профессора арабской литературы, и с тех пор она работала в различных университетах США.
Чтобы способствовать более широкому распространению арабской литературы и культуры, Джайюзи основала в 1980 году Проект перевода с арабского языка, а позже основала East-West Nexus («Связь Восток-Запад»).
Умерла 20 апреля 2023 года в возрасте 95 лет в Иордании.

## Труды
- Trends and Movements in Modern Arabic Poetry, 2 тома, 1977
- (ред.) Modern Arabic poetry: an anthology, 1987
- (ред.) The Literature of modern Arabia: an anthology, Columbia University Press, 1988
- (ред.) Anthology of Modern Palestinian Literature, Columbia University Press, 1992
- (ред.) The Legacy of Muslim Spain, 2 тома, 1992
- (ред.) Modern Arabic drama: an anthology, 1995
- (пер. с Тревором Легассиком[англ.]) 'Тайная жизнь Саида: Пессоптимист[англ.] Эмиля Хабиби, 2002.
- (ред.) Short Arabic plays: an anthology, 2003.
- (ред.) Modern Arabic fiction: an anthology, 2004.
- (ред.) Beyond the dunes: an anthology of modern Saudi literature, 2005
- (ред.) Human rights in Arab thought: a reader, 2009
- (ред.) Classical Arabic stories: an anthology, 2010.

## Награды
- 2006 Премия аль-Оваис[англ.]: Культурные и научные достижения
- 2020 Книжная премия шейха Зайда[англ.]: Культурная личность года[8]